# Aurélie Dupont
Aurélie Dupont ['ɔʀeli dy'pɔ̃] (* 15. Januar 1973 in Paris) ist eine französische Balletttänzerin. Sie war Étoile des Balletts der Opéra National de Paris.
Ab der Saison 2016/17 bis zum Ende der Saison 2021/22 leitete sie das Ballett der Pariser Oper.

## Leben

### Kindheit
Aurélie Dupont wollte ursprünglich Pianistin werden, da sie Klaviermusik mochte.
Als sie sieben Jahre alt war, zog sie mit ihren Eltern und ihren beiden Schwestern für zwei Jahre in die Vereinigten Staaten nach Bethesda in Maryland, gut zehn Kilometer nördlich von Washington, D.C., wo ihr Vater als Forscher tätig war. Dort kam sie mit Musik und Tanz in Berührung und erlebte die Aufführung eines Musicals. Sie entwickelte ein Faible für das Klavier. 
Im Alter von neun Jahren zog sie mit ihren Eltern wieder zurück nach Paris. Ihre Eltern sprachen sich gegen ihren Wunsch aus, Klavier spielen zu lernen, weil sie – so die Einschätzung von Aurélie Dupont im Nachhinein – dachten, ein Klavier würde auch viel Geld kosten und in ihrer kleinen Pariser Wohnung zu viel Platz wegnehmen.
Die Eltern brachten Aurélie Dupont stattdessen dazu, Ballettunterricht zu nehmen und sagten, Balletttanzen sei gut für kleine Mädchen. Da Aurélie Dupont im Ballettstudio einen schönen, alten Flügel vorfand, auf dem ein großartiger, älterer Pianist Chopin spielte, und sich im Grunde noch gar nicht richtig vorstellen konnte, was sie später einmal beruflich machen würde, war sie gern dazu bereit, Ballettstunden zu nehmen, mit dem Gefühl da relativ nah an ihrer ersten Leidenschaft, der Klaviermusik, zu sein.

### Karriere
1983, mit zehn Jahren, trat Aurélie Dupont in die Ballettschule der Pariser Oper ein, die über sechs Jahre geht und in der bei den jedes Jahr im Mai stattfindenden Prüfungen 10 bis 20 % der Schüler ausgesiebt werden. 
Im Alter von sechzehn Jahren, 1989, wurde sie Mitglied im Corps de ballet der Pariser Oper, 1991 wurde sie zur coryphée, ein Jahr später zur sujet befördert. 1996 wurde sie première danseuse. 
1998, als Aurélie Dupont fünfundzwanzig Jahre alt war, erfolgte die Ernennung zur étoile im Anschluss an ihren Auftritt als Kitri in Rudolf Nurejews Don Quichotte.
Aurélie Duponts Repertoire umfasst 29 Choreografien verschiedener Epochen, darunter mehrere eigens für sie geschaffene Rollen.
Am 2. März 2010 wurde auf France 3 der einstündige Dokumentarfilm L'éspace d'un instant ausgestrahlt, den Cédric Klapisch in den vier Jahren davor zusammengestellt hatte. 
Er enthält Ausschnitte aus Proben, in denen Aurélie Dupont jeweils mit den étoiles der Opéra National de Paris Marie-Agnès Gillot, Manuel Legris bzw. Mathias Heymann zu sehen ist, sowie Szenen, als sie mit ihrem ersten Sohn schwanger war und dabei 20 Kilogramm zugenommen hatte. Fünf Monate nach der Geburt ihres Sohnes hatte sie die Kilos wieder "verloren" und erschien im Training des Ballettensembles der Pariser Oper. 
Nach einer Pause von mehr als einem Jahr trat Aurélie Dupont wieder auf.
Im Mai 2015 gab sie in Paris ihre Abschiedsvorstellung.  Abweichend von ursprünglichen Plänen, sie danach zum „Maître de ballet“ des Balletts der Opéra National de Paris zu machen, übernahm sie nach dem Rücktritt Benjamin Millepieds im August 2016 die Leitung der Compagnie als „Directrice de la danse“. Im Juni 2022 gab Aurélie Dupont bekannt, im Sommer 2022 von der Spitze des Pariser Opernballetts abzutreten.

### Privatleben
Von 2002 bis 2006 war Aurélie Dupont mit dem Komiker Gad Elmaleh liiert. 
Seit einigen Jahren ist sie mit Jérémie Bélingard verheiratet, der étoile ist. Die beiden haben zwei Söhne, Jacques und Georges, die im Mai 2008 bzw. im Januar 2011 geboren wurden.

## Preise und Auszeichnungen
- 1992: Goldmedaille des Internationalen Ballettwettbewerbs Warna
- 1993: Prix de l'AROP (Auszeichnung des Fördervereins der Pariser Oper)
- 1994: Prix du Cercle Carpeaux (Auszeichnung für herausragende junge Tänzer des Pariser Opernballetts)
- 2001: Prix Benois de la danse
- 2005: Chevalier des Arts et des Lettres

## Filmografie
- 1999: Dornröschen, Ballettproduktion der Pariser Oper, Choreografie von Rudolf Nurejew
- 2000: Jewels, Ballett der Pariser Oper, George Balanchine
- 2002: Don Quichotte, Ballett der Pariser Oper, Rudolf Nurejew
- 2004: La Sylphide, Ballett der Pariser Oper, Pierre Lacotte
- 2006: Sylvia, Ballett der Pariser Oper, John Neumeier
- 2010: L'espace d'un instant, Dokumentarfilm über Aurélie Dupont von Cédric Klapisch, 59 min